# Bienvenue à Marwen
Pour plus de détails, voir Fiche technique et Distribution.
Bienvenue à Marwen (Welcome to Marwen) est un film américano-nippo-chinois réalisé en performance capture par Robert Zemeckis, sorti en 2018. Il s'inspire du documentaire Marwencol (en) de Jeff Malmberg, sur la vie et l'œuvre de Mark Hogancamp.

## Synopsis
Après s'être fait tabasser dans un bar, Mark Hogancamp reste plusieurs jours dans le coma. À son réveil, il est frappé d'amnésie. Il va alors se créer un monde imaginaire baptisée Marwen. Cet univers est celui d'un village belge fictif durant la Seconde Guerre mondiale que Mark fabrique en miniature. Cela devient une véritable obsession pour lui. Comme une auto-thérapie, Mark invente des lieux imaginaires qu'il peuple avec des poupées représentant principalement des femmes de son entourage et de son passé. Dans ce monde imaginaire, son alter ego Captain Hogie côtoie ainsi la sorcière belge Deja Thoris, GI Julie ou encore Caralala. Tout cela lui redonne la force physique et mentale nécessaire pour le retour à la réalité : Mark doit se rendre au procès de ses agresseurs,.

## Fiche technique
Sauf indication contraire, les informations mentionnées dans cette section peuvent être confirmées par les bases de données cinématographiques IMDb et Allociné,  présentes dans la section « Liens externes ».
- Titre original : Welcome to Marwen
- Titre français : Bienvenue à Marwen
- Réalisation : Robert Zemeckis
- Scénario : Caroline Thompson et Robert Zemeckis, d'après le documentaire Marwencol (en) de Jeff Malmberg
- Musique : Alan Silvestri
- Direction artistique : Chris Beach, Papick Lozano et Shamim Seifzadeh
- Décors : Stefan Dechant
- Costumes : Joanna Johnston
- Photographie : C. Kim Miles
- Son : Chris Duesterdiek, Dennis S. Sands, Bjorn Ole Schroeder, Michael Semanick
- Montage : Jeremiah O'Driscoll
- Production : Cherylanne Martin, Jack Rapke, Steve Starkey et Robert Zemeckis
  - Production déléguée : Jacqueline Levine et Jeff Malmberg
  - Production associée : Derek Hogue
- Sociétés de production :
  - États-Unis : Dreamworks Pictures, ImageMovers et Universal Pictures
  - Japon : Dentsu et Fuji Television Network
  - Chine : Perfect World Pictures (en)
  - Canada : avec la participation du crédit d'impôt pour la production cinématographique ou magnétoscopique canadienne
- Sociétés de distribution : Universal Pictures (États-Unis, Canada, Belgique, Suisse romande) ; Parco Co. Ltd. (Japon) ; Universal Pictures International France (France)
- Budget : 39 millions USD[3],[4]
- Pays de production :  États-Unis,  Japon,  Chine
- Langues originales : anglais, allemand, français, russe
- Format : couleur (Technicolor) — Codex Digital (en) — 2,39:1 — son Dolby Digital / DTS (DTS: X)
- Genre : drame, biographie, fantastique, romance
- Durée : 116 minutes
- Dates de sortie[5] :
  - États-Unis, Québec : 21 décembre 2018[6]
  - France, Suisse romande : 2 janvier 2019[7],[8]
  - Chine (Hong Kong) : 14 février 2019
  - Japon : 19 juillet 2019
- Classification[9] :
  - États-Unis : accord parental recommandé, film déconseillé aux moins de 13 ans (PG-13 - Parents Strongly Cautioned)[N 1]
  - Japon : tous publics - pas de restriction d'âge (Eirin - G)
  - Chine : pas de système
  - France : tous publics[10]
  - Suisse romande : interdit aux moins de 12 ans[11]
  - Québec : tous publics - déconseillé aux jeunes enfants (G - General Rating)[6]

## Distribution
- Steve Carell (VF : Patrick Mancini ; VQ : François Godin) : Mark Hogancamp / le capitaine Hogie
- Leslie Mann (VF : Brigitte Aubry ; VQ : Viviane Pacal) : Nicol
- Diane Kruger (VF : Karina Mertens ; VQ : Catherine Proulx-Lemay) : Deja Thoris
- Merritt Wever (VF : Marie-Eugénie Maréchal ; VQ : Éveline Gélinas) : Roberta
- Falk Hentschel (VF : Raphaël Cohen) : Louis / le capitaine Ludwig Topf
- Janelle Monáe (VF : Jocelyne Mbembo ; VQ : Marie-Evelyne Lessard) : G. I. Julie
- Eiza González (VF : Claire Morin) : Carlala
- Gwendoline Christie (VF : Dinara Droukarova ; VQ : Camille Cyr-Desmarais) : Anna
- Leslie Zemeckis (VF : Audrey Sourdive) : Suzette
- Neil Jackson (VF : Jochen Haegele) : Kurt / Major Meyer
- Stefanie von Pfetten (VF : Barbara Kelsch) : Wendy
- Siobhan Williams (VF : Jade Jonot) : Elsa
- Eric Keenleyside (VF : Jean-Jacques Moreau) : Larry / le curé
- Conrad Coates (VF : Frantz Confiac ; VQ : Fayolle Jean Jr.) : Demaryius Johnson, l'avocat de Mark
- Veena Sood (VF : Virginie Mery) : la juge Martha J. Harter

Société de doublage VF : Dubbing Brothers, adaptation VF : Sylvie Caurier, direction artistique VF : Michel Derain
 Source et légende : version française (VF) sur RS Doublage et sur le carton du doublage français du film ; version québécoise (VQ) sur Doublage.qc.ca

## Production

### Genèse et développement
Robert Zemeckis souhaitait depuis plusieurs années adapter le documentaire Marwencol de Jeff Malmberg (2010), qu'il décrit comme « le combat d'un homme brisé qui découvre comment l'imagination artistique peut rétablir l'esprit humain ».

### Attribution des rôles
En 2013, le nom de Leonardo DiCaprio est évoqué pour le rôle principal,. Steve Carell est finalement confirmé dans le rôle de Mark Hogancamp en avril 2017.
En mai 2017, les actrices Leslie Mann, Janelle Monáe et Eiza González rejoignent la distribution,. En juin 2017, il est révélé que Diane Kruger obtient le rôle d'un personnage antagoniste féminin. Elle est suivie quelques jours plus tard par Gwendoline Christie.
En juillet 2017, Merritt Wever et Neil Jackson obtiennent à leur tour un rôle,. En août, l'acteur allemand Falk Hentschel est annoncé dans le rôle du Hauptsturmführer Ludwig Topf. La présence de l'épouse du réalisateur, Leslie Zemeckis, est ensuite anticipée dans un rôle non précisé. En dernier ressort, celle-ci incarnera le personnage prénommé Suzette.

### Tournage
Le tournage débute le 14 août 2017 à Vancouver au Canada,. Il s'est achevé vers le 19 octobre 2017.

### Bande originale
La musique du film est composée par Alan Silvestri, qui collabore pour la 17e fois avec le réalisateur Robert Zemeckis.
Liste des titres
1. Welcome to Marwen (2:00)
2. You Are Saved (3:40)
3. Finally Got It Right (2:47)
4. New Girl In Town (1:34)
5. Deja Spills Some Milk (2:28)
6. Magic (2:30)
7. You Got This (1:15)
8. Rise and Shine (1:58)
9. Saved (2:20)
10. Never Love You the Way I Do (1:29)
11. One Big Misunderstanding (1:42)
12. Goodnight Girls (2:13)
13. Hate Crime (2:03)
14. Beautiful Moon (3:18)
15. Crippled By Fear (4:20)
16. Hogie vs Meyer Part 1 (4:12)
17. Hogie vs Meyer Part 2 (3:53)
18. Wake Up Sweetheart (1:17)
19. They Can't Hurt Me (1:05)
20. Marwencol (3:59)
21. Welcome to Marwen End Credits (7:19)

Chansons présentes dans le film
- Renegade - Hed PE
- Spooky - Joan Osborne
- Crazy - Patsy Cline
- Dream Baby (How Long Must I Dream) - Roy Orbison
- Chapel of Love - The Dixie Cups
- Yummy Yummy Yummy - Julie London
- Addicted to Love - Robert Palmer
- I'm Shakin - Jack White
- I Only Have Eyes for You - The Flamingos
- Stand By Your Man - The Dandy Warhols
- Cat Scratch Fever - Ted Nugent
- Just My Imagination (Running Away with Me) - The Temptations
- Bohemian Like You - The Dandy Warhols
- Help Me - Joni Mitchell
- American Patrol - Glenn Miller
- Moonlight Serenade - Glenn Miller

## Accueil

### Accueil critique
Aux États-Unis, le film reçoit principalement des critiques négatives. Sur l'agrégateur Rotten Tomatoes, Bienvenue à Marwen obtient 30% d'opinions favorables pour 132 critiques et une note moyenne de 4,8⁄10. Sur Metacritic, il décroche une note de 40⁄100 basée sur 37 critiques.
En France, le site Allociné propose une moyenne de 3,8/5 à partir de l'interprétation de 24 critiques de presse.
Pour Le Parisien, « la performance de Steve Carell, dans le double rôle de Hongancamp et du parachutiste se battant dans le village avec ses amies poupées, participe pour beaucoup à la réussite du film ». Le Figaro trouve que « le long-métrage est aussi visuellement très créatif, avec l'usage de la «performance capture» pour représenter les poupées qui peuplent l'univers fantastique inventé par Mark ».

### Box-office
| Pays ou région    | Box-office      | Date d'arrêt du box-office | Nombre de semaines |
| ----------------- | --------------- | -------------------------- | ------------------ |
| États-Unis Canada | 10 763 520 USD  | 17 janvier 2019            | FIN                |
| France            | 118 974 entrées | 17 janvier 2019            | FIN                |
| Mondial           | 13 061 491 USD  | 17 janvier 2019            | FIN                |

## Distinctions

### Récompenses
- Leo Awards 2019 :
  - Meilleure photographie pour C. Kim Miles
  - Meilleur son pour Chris Duesterdiek

### Nominations
- Art Directors Guild 2019 : meilleurs décors dans un film contemporain pour Chris Beach, Nancy Anna Brown, Stefan Dechant, Nick Dudar, Douglas Higgins, Morgan McConnell, Ron Mendell, Hamish Purdy, Shamim Seifzadeh, Craig Sellars, Bryan Sutton et Travis Witkowski
- Canadian Society of Cinematographers Awards 2019 : meilleure photographie dans un long métrage pour C. Kim Miles
- Golden Trailer Awards 2019 : Golden Fleece - Meilleur bande-annonce
- Hollywood Makeup Artist and Hair Stylist Guild Awards 2019 : meilleurs maquillages contemporains dans un long métrage pour Ve Neill et Rosalina Da Silva
- World Soundtrack Awards 2019 : compositeur de cinéma de l'année pour Alan Silvestri
- Visual Effects Society Awards 2019 :
  - Meilleurs effets visuels dans un film en prise de vues réelles pour Kevin Baillie, Marc Chu, Seth Hill, James Paradis et Sandra Scott
  - Meilleure photographie virtuelle dans un film en prise de vues réelles pour Ryan Beagan, Marc Chu, C. Kim Miles et Matthew A. Ward
  - Meilleur compositing dans un long métrage pour Maxime Besner, Thai Son Doan, Saul Galbiati et Woei Lee

## Éditions en vidéo
- En France, le film Bienvenue à Marwen est sorti en VOD le 1er mai 2019[7], puis en DVD le 15 mai 2019[33] et en Blu-ray le 1er septembre 2019[34].
- Au Québec, le film est sorti en DVD / Blu-ray le 9 avril 2019[35].

## Clins d’œil
On peut voir deux allusions à des films précédents de Robert Zemeckis : un camion de déménagement de l'entreprise Allied (titre original du film Alliés) ainsi qu'une machine à voyager dans le temps très similaire à la DeLorean de la trilogie Retour vers le futur.
Le nom de la sorcière belge Deja Thoris rappelle celui d'un personnage du Cycle de Mars de l'écrivain Edgar Rice Burroughs.